# 島原船津駅
島原船津駅（しまばらふなつえき）は、長崎県島原市津町にある島原鉄道島原鉄道線の駅である。
長崎県最東端の駅である。

## 歴史

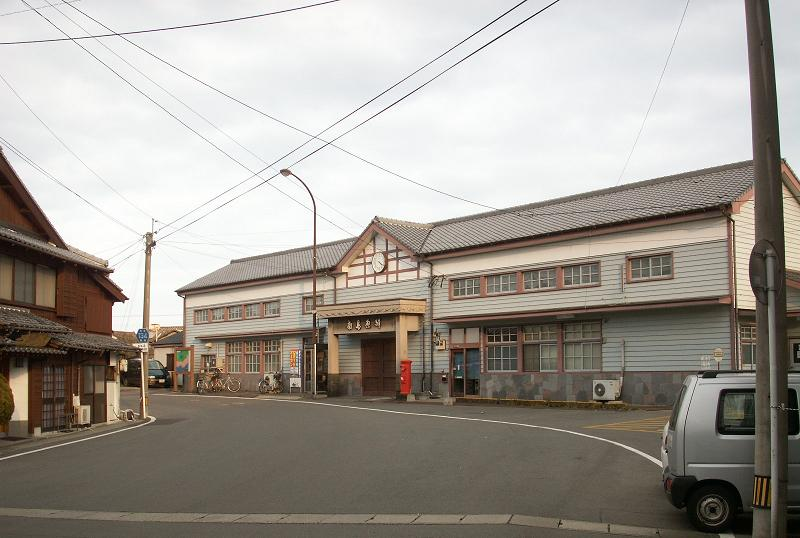
旧駅舎（2007年）

1913年（大正2年）開設以来の駅舎が使用されて来たが、老朽化のため2015年（平成27年）2月から建て替え工事が実施され、6月13日に落成記念式典を実施し6月16日から供用開始となった。

### 年表
- 1913年（大正2年）9月24日：湊新地駅（みなとしんちえき）として開設。
- 1918年（大正7年）7月16日：島原湊駅（しまばらみなとえき）に改称[4]。
- 1922年（大正11年）4月22日：口之津鉄道により当駅 - 堂崎駅間開通。
- 1957年（昭和32年）3月21日：貨物取扱廃止。
- 1960年（昭和35年）11月5日：南島原駅（みなみしまばらえき）に改称。
- 2015年（平成27年）
  - 2月13日：駅舎建て替えに伴い[5]、仮駅舎での営業を開始[6]。
  - 6月13日：新駅舎落成記念式典[1][2][3]。
  - 6月16日：新駅舎供用開始[1][2][3][7]。
- 2019年（令和元年）10月1日：島原船津駅（しまばらふなつえき）に改称[8]。島原鉄道は改称理由について、南島原市にある駅と間違われることがあったためだと公式Instagramアカウントで述べている[9]。

## 駅構造
単式ホーム1面1線、島式ホーム1面2線を有する地上駅である。車両基地が併設されており、当駅で折返す列車が多いため、留置線を数本有し、夜間滞泊がある。一番留置線側のホームは余り使用されておらず、列車留置に使われる場合が多い。また、列車交換を行わない場合は上下共駅舎側ホームに停車する。2008年（平成20年）3月31日までは当駅で乗務員が交代していた。
本屋前の上下本線間に格納式の給油設備がある。島原外港駅（現・島原港駅） - 加津佐駅間廃止以前は当線の気動車は下り諫早発加津佐行で運用後、折返し上り列車となって当駅停車中に給油を受ける運用が組まれている例が多かった。このため上り列車の当駅停車時間が長く設定されていることが多く、乗客を乗せたまま給油作業が行われる光景が見られた。
初代駅舎は、1913年（大正2年）建築の木造2階建てであった。駅開設当初より百年以上に渡り使用されていたが、周辺の道路整備と老朽化などにより建て替えられることになった。新駅舎は旧漢字の毛筆体による正面の駅名表記、丸時計や横一線に伸びる高窓など細部に旧駅舎の意匠を残したものとなっており、正面入口をバリアフリー化した。2015年（平成27年）6月13日に落成記念式典が催され、同月16日より使用が開始された。駅名改称に際しても、正面は旧漢字の毛筆体の意匠を残して「島原船津驛」と表記している。
駅員は23時台まで配置されているが集札は行っておらずワンマン列車では運賃は車内収受となる。自動券売機は設置されていない。また、当駅では「硬券」と呼ばれる乗車券を発売する有人駅の一つとなっている。

### のりば
| のりば | 路線        | 方向 | 行先                   | 備考                |
| ------ | ----------- | ---- | ---------------------- | ------------------- |
| 1      | ■島原鉄道線 | 上り | 島原・本諫早・諫早方面 |                     |
| 2      | ■島原鉄道線 | 下り | 島原港ゆき             | 一部列車は1番線発着 |
| 3      | ■島原鉄道線 | 上り | 島原・本諫早・諫早方面 | 当駅始発のみ        |

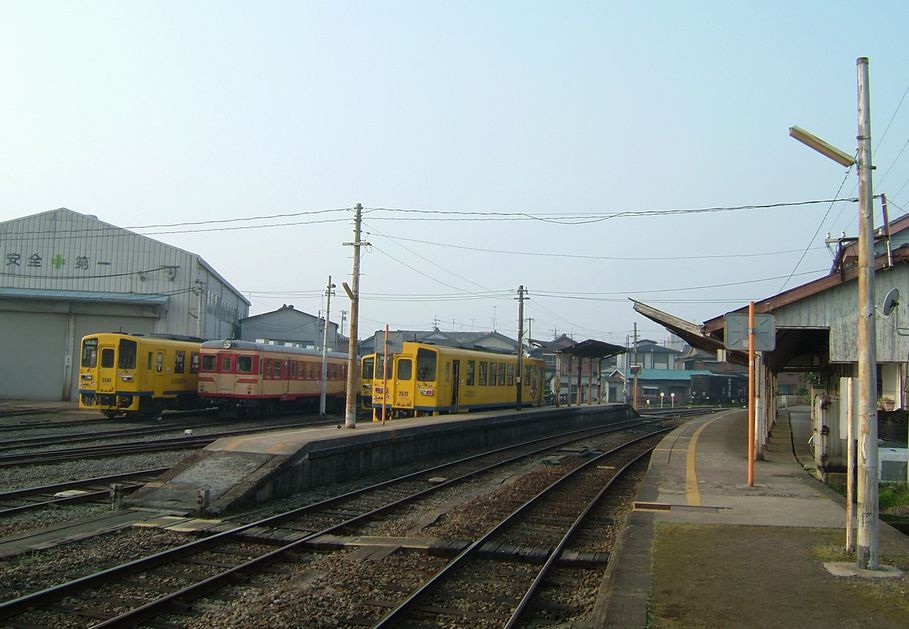
駅構内（2008年3月）
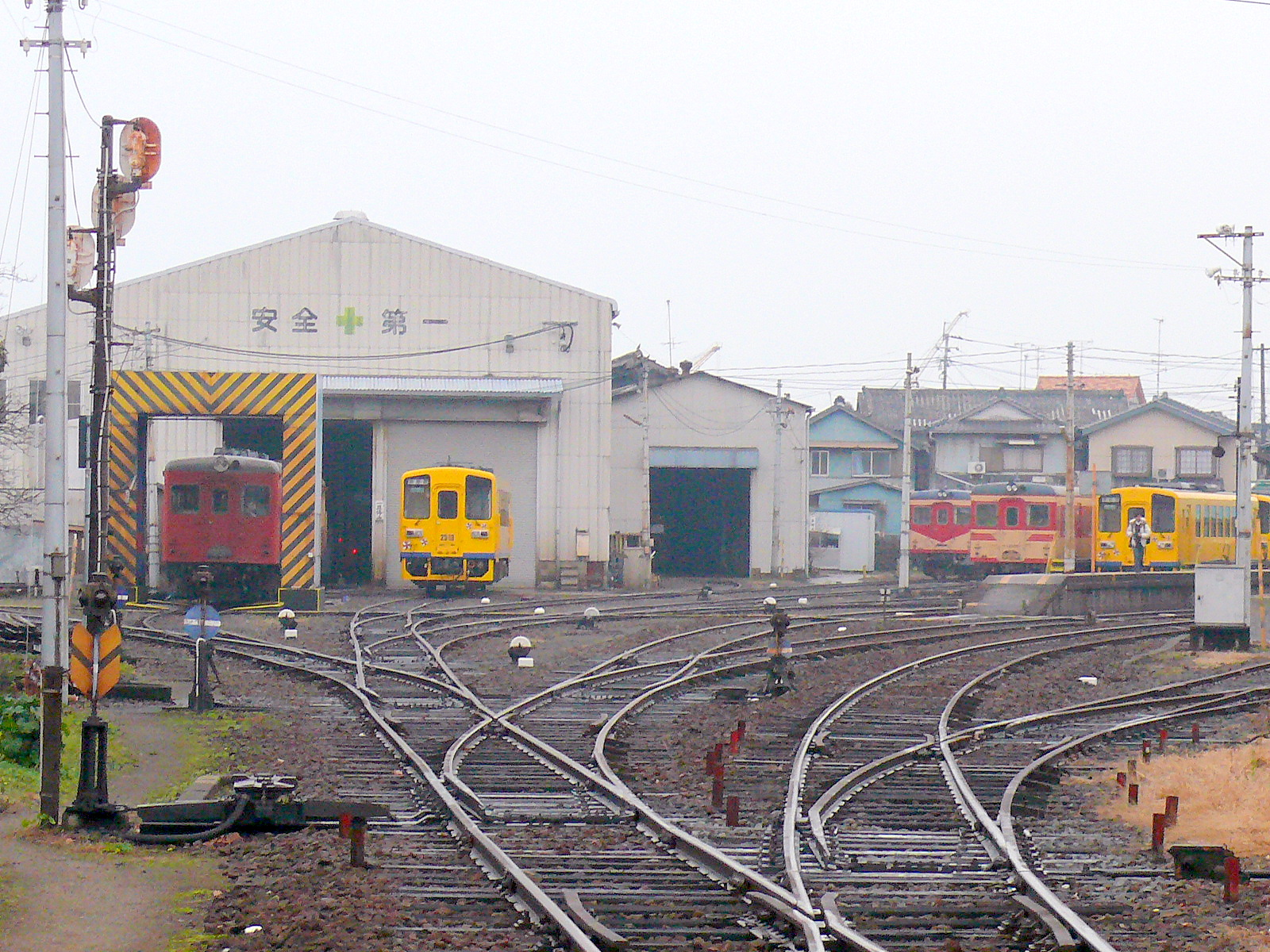
隣接する車両基地（2008年1月）

## 利用状況
2018年度の年間乗車人員は9,132人、降車人員は8,504人であった。
近年の年間乗車人員、降車人員の推移は以下の通り。
| 年度               | 年間 乗車人員 | 年間 降車人員 |
| ------------------ | ------------- | ------------- |
| 2000年（平成12年） | 24,018        | 25,423        |
| 2001年（平成13年） | 22,361        | 23,974        |
| 2002年（平成14年） | 18,983        | 21,270        |
| 2003年（平成15年） | 19,725        | 23,480        |
| 2004年（平成16年） | 18,331        | 21,297        |
| 2005年（平成17年） | 18,777        | 20,970        |
| 2006年（平成18年） | 17,130        | 19,882        |
| 2007年（平成19年） | 21,563        | 22,916        |
| 2008年（平成20年） | 14,759        | 15,498        |
| 2009年（平成21年） | 13,384        | 13,620        |
| 2010年（平成22年） | 12,413        | 13,827        |
| 2011年（平成23年） | 14,176        | 15,817        |
| 2012年（平成24年） | 13,809        | 15,547        |
| 2013年（平成25年） | 13,938        | 15,381        |
| 2014年（平成26年） | 13,852        | 14,806        |
| 2015年（平成27年） | 12,878        | 13,773        |
| 2016年（平成28年） | 10,562        | 12,363        |
| 2017年（平成29年） | 10,002        | 10,131        |
| 2018年（平成30年） | 9,132         | 8,504         |

## 駅周辺
- 島原港
- 九十九島
- 国道251号
- 長崎県道134号島原湊停車場線
- 島原市立第三小学校
- 有明幼稚園
- 浦田保育園

### バス路線
国道251号に島鉄バスの湊広馬場停留所がある。口之津・加津佐方面の乗り場前には温泉が湧き出ている。
- 雲仙・愛野駅・諫早線
- 島原港・多比良港・諫早線
- 加津佐・有家・島原駅線（廃線区間代行線）
- 藤原線
- 島原市内線（島原病院・芝桜公園前）
- 島原市コミュニティバスたしろ号

## 隣の駅
島原鉄道
■島原鉄道線
霊丘公園体育館駅 - 島原船津駅 - 島原港駅

## その他
- 島原港駅 - 加津佐駅間が廃止される前は、一部列車は当駅で車両交換を行っていた。また、キハ20形使用の列車は同車の運用が、夏休み・冬休みやゴールデンウィーク等をのぞいて原則的に諫早駅 - 当駅間に限られていたため、当駅で乗換えとなっていた。